# Гърл Тинк
„Гърл Тинк“ (на английски: Girl Thing) е британско-нидерландска момичешка група с членове Джоди Албърт, Мишел Барбър, Аника Бостелаар, Линзи Мартин и Ники Стюарт. Групата е създадена през 1998 г. от Саймън Коуел и първоначално е предвидено да съперничат на Спайс Гърлс, но успехът им е незначителен и кратък. Имат продадени 2 милиона копия по целия свят преди да се разпаднат през 2001 г.
Групата се събира отново през 2013 г. за втора част от поредицата The Big Reunion.

## Дискография

### Студийни албуми
- Girl Thing (2000)

### Сингли
- Last One Standing (2000)
- Girls on Top (2000)
- It's A Girl Thing EP (2000)
- Young, Free And Happy (2001)

|  | Тази страница частично или изцяло представлява превод на страницата Girl Thing в Уикипедия на английски. Оригиналният текст, както и този превод, са защитени от Лиценза „Криейтив Комънс – Признание – Споделяне на споделеното“, а за съдържание, създадено преди юни 2009 година – от Лиценза за свободна документация на ГНУ. Прегледайте историята на редакциите на оригиналната страница, както и на преводната страница, за да видите списъка на съавторите. ВАЖНО: Този шаблон се отнася единствено до авторските права върху съдържанието на статията. Добавянето му не отменя изискването да се посочват конкретни източници на твърденията, които да бъдат благонадеждни. |